# Emerson Ordóñez
Emerson Isaías Felipe Ordóñez (ur. 1999) – gwatemalski zapaśnik walczący w stylu klasycznym. Zajął 27. miejsce na mistrzostwach świata w 2022. Brązowy medalista mistrzostw panamerykańskich w 2020 i 2021, a także mistrzostw panamerykańskich juniorów w 2019 roku.